# Seria Samsung Galaxy A
Seria Samsung Galaxy A este o linie de smartphone-uri și tablete Android mid-range fabricate de Samsung Electronics ca parte a liniei Galaxy. Primul model din serie a fost prima generație Galaxy Alpha⁠(d), lansată pe 31 octombrie 2014.
După anunțarea seriei 2017, Samsung a anunțat că speră să vândă până la 20 de milioane de smartphone-uri din seria Galaxy A, vizând consumatorii din Europa, Africa, Asia, Orientul Mijlociu și America Latină.
Începând cu 2020, majoritatea modelelor din seria Galaxy A sunt disponibile în majoritatea țărilor. Galaxy Tab A face, de asemenea, parte din seria A și este, de asemenea, disponibil în majoritatea țărilor.
| 2014 | Samsung Galaxy Alpha    |
| 2015 | Samsung Galaxy A (2015) |
| 2016 | Samsung Galaxy A (2016) |
| 2017 | Samsung Galaxy A (2017) |
| 2018 | Samsung Galaxy A (2018) |
| 2019 | Samsung Galaxy Ax0      |
| 2020 | Samsung Galaxy Ax1      |
| 2021 | Samsung Galaxy Ax2      |
| 2022 | Samsung Galaxy Ax3      |
| 2023 | Samsung Galaxy Ax4      |
| 2024 | Samsung Galaxy Ax5      |
| 2025 | Samsung Galaxy Ax6      |

## Telefoane
| Legendă: | Fără suport | Doar securitate | Suportat | Anunțat |

### Galaxy Alpha și A (2015)
Samsung Galaxy Alpha⁠(d) a fost prezentat pe 13 august 2014 și lansat în septembrie 2014. Un dispozitiv high-end, Galaxy Alpha este primul smartphone Samsung care încorporează o ramă metalică și materiale mai premium, deși restul aspectului său fizic încă seamănă cu modelele anterioare, cum ar fi Galaxy S5. De asemenea, încorporează Qualcomm Snapdragon⁠(d) 801 sau noul system-on-chip Samsung Exynos⁠(d) 5430, care este primul system-on-chip mobil care utilizează un proces de fabricație de 20 de nanometri.
Cu toate acestea, Galaxy Alpha a primit recenzii mixte: deși a fost lăudat pentru calitatea superioară a construcției și designului său în comparație cu construcția utilitară din plastic a modelelor Galaxy anterioare, dispozitivul a fost criticat pentru specificațiile sale modeste în comparație cu flagship-ul Galaxy S5, Alpha fiind criticat pentru lipsa rezistenței la apă, ecranul cu rezoluție mai mică (720p față de 1080p) și lipsa slotului MicroSD pentru stocare extensibilă. De asemenea, Alpha a debutat la un preț prea mare pentru ceea ce unii au considerat a fi un smartphone „mid-range”, deoarece, deși avea același Snapdragon 801 ca Galaxy S5, majoritatea telefoanelor anterioare cu Snapdragon 801 erau deja pe piață de luni de zile și au înregistrat scăderi de preț.

În urma lansării sale, CEO-ul Samsung Electronics, JK Shin, a explicat că Alpha a fost „construit și proiectat pe baza dorințelor specifice ale pieței de consum”. Compania a promovat că Galaxy Alpha va marca o „nouă abordare de design” pentru produsele Samsung și că elemente din Alpha ar putea apărea pe viitoarele modele Samsung. Sistemul său de operare se bazează pe Android 4.4.4 „KitKat” cu propria versiune a interfeței TouchWiz⁠(d) UI. Mai multe actualizări au fost făcute în întreaga lume, iar în aprilie 2015, Android 5.0.2 „Lollipop” a fost disponibil printr-o actualizare OTA.

### Galaxy A (2016)
Noi caracteristici au fost introduse în seria Galaxy A 2016, care include corp metalic și din sticlă, NFC care acceptă Samsung Pay⁠(d), funcția de încărcare rapidă adaptivă Samsung și o durată de viață sporită a bateriei. Seria Galaxy A (2016) sunt foarte asemănătoare cu flagship-urile Galaxy S6 și Galaxy Note 5⁠(d), care au fost lansate în aprilie 2015, și respectiv august 2015.

### Galaxy A (2017)
În ianuarie 2017, Samsung a prezentat ediția 2017 a seriei Galaxy A. Noile caracteristici îmbunătățite includ camere frontale și din spate de 16 megapixeli, un SoC Exynos 7 Octa⁠(d) 7880, un afișaj din sticlă 3D (similar cu Samsung Galaxy S6 edge+, Galaxy Note 5⁠(d) și Galaxy S7), senzori barometru și giroscop și certificare IP68 pentru rezistență la apă și praf, precum și suport pentru Gear 360 (2017)⁠(d). Noul design al seriei sunt foarte asemănătoare cu Galaxy S7 și S7 Edge, lansate în martie 2016. Seria cuprinde trei modele. Aceasta a fost ultima serie Galaxy A care a folosit interfața de utilizator TouchWiz⁠(d), înainte de a fi înlocuită de Samsung Experience⁠(d) și One UI în modelele ulterioare.

### Galaxy A (2018)
Seria Galaxy A din 2018 a marcat o extindere majoră pentru gamă și introduce multe caracteristici high-end pentru prima dată în seria Galaxy A, inclusiv camera cu mai multe lentile, Infinity Display, Adaptive Fast Charging, certificare IP68 și design reînnoit. A fost prima generație de dispozitive Galaxy A care s-a lansat cu interfața Samsung Experience UI⁠(d) derivată din Galaxy S8 și Galaxy Note 9⁠(d) și cea mai veche serie care ar urma să primească parțial o actualizare la One UI. Seria cuprinde nouă modele.

### Galaxy Ax0
Samsung a introdus seria Galaxy A 2019 în februarie 2019, alături de seria Galaxy M exclusiv online. Spre deosebire de toate modelele anterioare, gama trece la noua nomenclatură cu două cifre introdusă pentru prima dată în Galaxy S10⁠(d). Acesta păstrează caracteristicile high-end introduse anterior în seria Galaxy A 2018 cu mai multe îmbunătățiri, alături de un ecran cu crestătură „waterdrop” (debutat și în seria Galaxy M), o capacitate mai mare a bateriei, SoC-uri mai noi și o capacitate de memorie mai mare. Funcția de stabilizare video a revenit după ce a fost eliminată din seria Galaxy A 2017, dar ratingul IP67 a fost eliminat pe modelele superioare. Această gamă, cu excepția A2 Core, prezintă interfața de utilizator One UI, în conformitate cu seria S10. Seria cuprinde cele mai numeroase modele din seria Galaxy A, cu nouăsprezece modele.

### Galaxy Ax1
Samsung a prezentat seria Galaxy A 2020 la câteva luni după lansarea actualizării de generație medie a seriei 2019 (cele cu sufixul „s”). Seria a adus noi caracteristici, cum ar fi designul geometric, SoC-uri mai noi și mai rapide (comparativ cu predecesorul lor), afișajul cu găuri (pe unele dispozitive) și opțiuni crescute de memorie RAM și de stocare. Seria cuprinde paisprezece modele. Galaxy A01 Core a fost al doilea model ultra-buget din cadrul seriei Galaxy A, primul fiind Galaxy A2 Core din 2019.

### Galaxy Ax2
Samsung a introdus seria Galaxy A 2021 în septembrie 2020. Seria are mai multe opțiuni de memorie RAM și de stocare, diverse actualizări ale camerei, stabilizare optică a imaginii pe modelele superioare și 5G pe o gamă mai largă de modele, unele având ecrane mai mari decât omologii LTE. De asemenea, se îndepărtează de SoC-urile Exynos în favoarea Qualcomm și MediaTek⁠(d), deoarece SoC-urile Exynos sunt acum concentrate doar pe modelele flagship. Ratingul IP67 a revenit pentru modelele din gama superioară, după ce a fost absent în două generații anterioare. Seria cuprinde treisprezece modele.

### Galaxy Ax3
Samsung a introdus seria Galaxy A 2022 în august 2021. Seria a introdus ecrane mai mari (atât pe versiunile LTE, cât și pe cele 5G, comparativ cu generația anterioară, care era rezervată doar versiunilor 5G), diverse actualizări ale camerei, revenirea opțiunii de culoare peach a dispozitivului după ce a fost absentă în două generații anterioare și revenirea chipset-urilor Exynos (pentru A33 și A53) după ce a fost utilizată ultima dată pe A51 și A71. Seria este formată din zece modele, continuând tendința de linie mai mică în comparație cu vârful său cu linia Ax0.

### Galaxy Ax4
Samsung a introdus seria Galaxy A 2023 în 2022. Seria este formată din opt modele. Dispune de un ecran 1080p pentru prima dată pe linia A1x.Începând cu această generație, seria A2x primește același suport pentru actualizări ca și A33, A53 și A73.A2x este,de asemenea,disponibil doar ca model 4G pentru acest an.Linia A3x primește,de asemenea,o rată de reîmprospătare de 120 Hz pentru prima dată.Galaxy A54 reintroduce un panou din spate din sticlă văzut ultima dată la iterația finală a seriei Galaxy A8 și A9.

### Galaxy Ax5
Samsung a introdus seria Galaxy A 2024 în 2023. Seria a introdus un ecran Super AMOLED pentru prima dată pe linia A1x, încărcare Super Fast Charging (25 W) pe modelele din gama inferioară și un design „Key Island” (cu excepția liniei A0x). Seria introduce, de asemenea, un cadru metalic pentru prima dată pe seria A5x. Această serie marchează, de asemenea, prima dată când marca nu a lansat niciun model bazat pe A0x e/Core.

### Galaxy Ax6
Samsung a introdus seria Galaxy A 2025 în 2024. A introdus senzorul de amprentă pe linia obișnuită A0x pentru prima dată.

## Tablete
În martie 2015, Samsung a introdus seria Galaxy Tab A cu ecrane de 8,0 inci⁠(d) și 9,7 inci⁠(d), un stilou S Pen⁠(d), precum și aplicații Samsung preîncărcate. Caracteristica S Pen⁠(d) de pe seria Galaxy Tab A, face ca primul dispozitiv Samsung Galaxy să fie echipat cu stiloul Samsung în afara seriei Note. Modelele ulterioare Tab A nu au avut caracteristica S Pen pentru a repoziționa seria sa în gama de buget.